# Denizli (ville)
Pour les articles homonymes, voir Denizli.
Denizli est une métropole de Turquie, préfecture de la province du même nom. La ville se situe dans l'Ouest du pays, dans la région Égéenne au bord de la rivière Çürüksu Çayı (Lycos dans l'antiquité). La ville compte plus d'un million d'habitants.

## Histoire

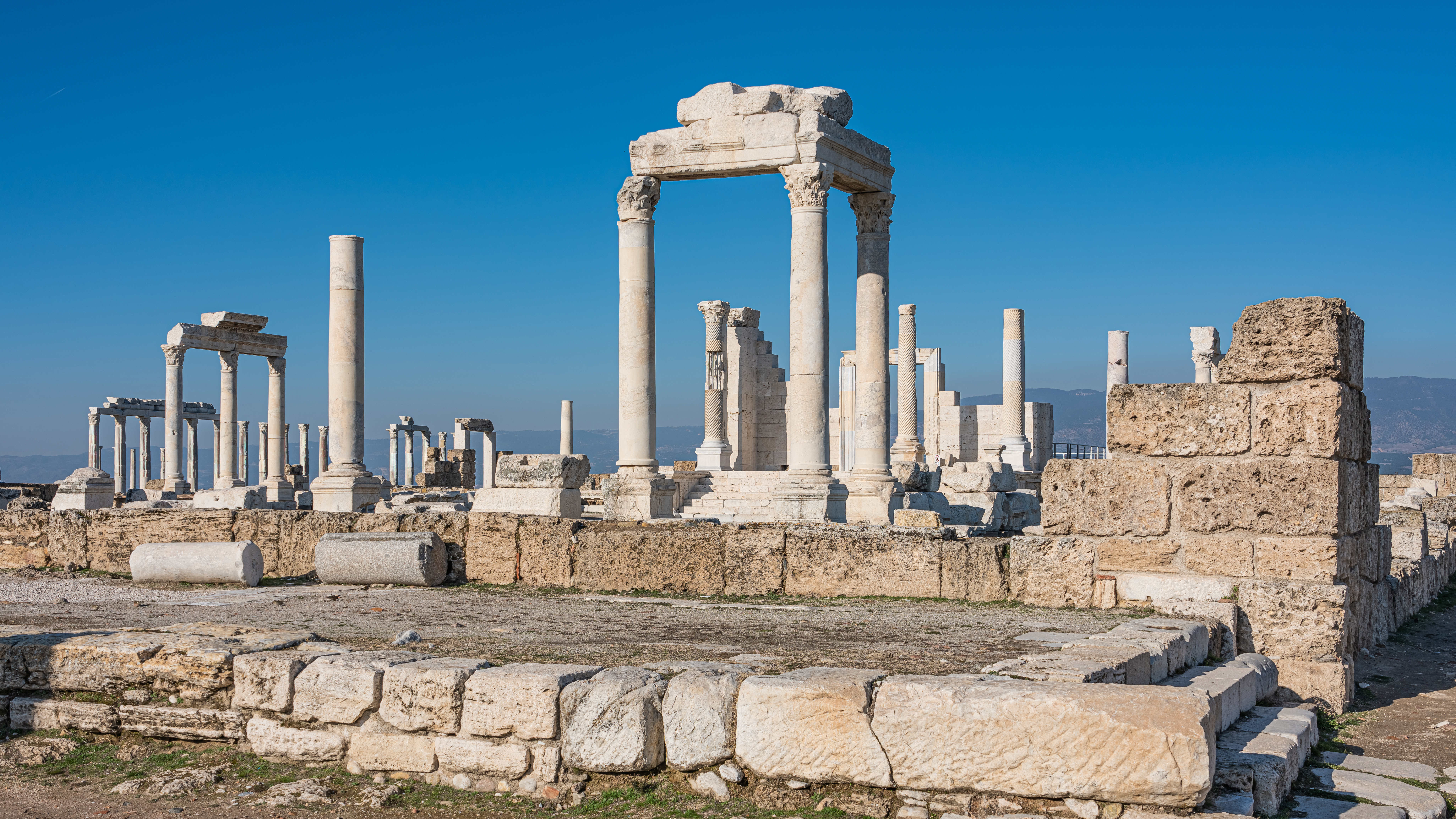
Temple de Laodicée du Lycos

Située à 7 km à l'est de l'antique Laodicée, florissante cité qui lui a longtemps fait de l'ombre, Denizli subit le même sort que l'ensemble des villes de provinces de l'empire romain d'orient : elle est dépeuplée et attaquée au fil des soubresauts politiques et militaires que connait l'empire byzantin.

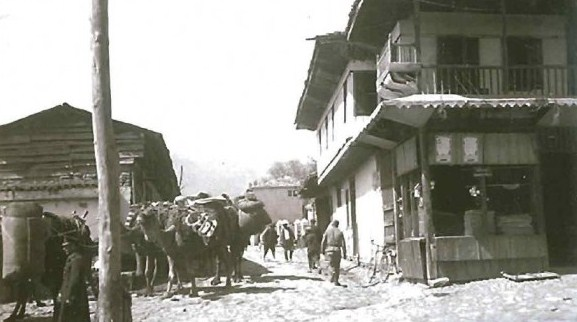
Place de Bayramyeri à Denizli en 1880

À la suite de la première percée turque de 1071, des « akıncı » Turkmènes s'installent à ses abords, ce qui engendre des conflits avec les byzantins ne permettant pas le développement de la ville. En 1077, Denizli est une ville turque. En 1097, la région est reprise par les Byzantins. En 1102, la ville est prise par le sultan seldjoukides de Roum Kılıç Arslan Ier. Les Byzantins reprennent la ville en 1119. La ville de Denizli est fondée par les Seldjoukides, à côté de l’ancienne Laodicée. Elle s’est d’abord appelée Ladik par altération de Laodicée.
Les Croisés passent à Laodicée une première fois en 1148. Frédéric Barberousse y passe sous ses murs en 1190. Les  Seldjoukides reprennent la ville en 1207.
Denizli devient le domaine de la dynastie de Germiyanides. La dynastie beylicale de Ladik, apparentés aux Germiyanides, s’y installe en 1261. Les bey se déclarent indépendants des Seldjoukides et mais restent vassaux des mongols Houlagides qui ont renversé les Seldjoukides. Le beylicat qui, disparaît en 1368 annexé par les Germiyanides. En 1390, les Germiyanides doivent se soumettre au sultan ottoman Bayezid Ier. Leur principauté est restaurée par Tamerlan en 1402, mais retombe dans le giron ottoman en 1429.
Vers 1335, le voyageur Ibn Battuta séjourne chez le bey de Ladik qu’il dit s’appeler aussi Doûn Ghozloh (Dongouzlou) c’est-à dire, selon lui, la « ville des Porcs ». Il explique que cette ville produit des « étoffes de coton qui n’ont pas leur pareille » et qu’elle est habitée par de nombreux grecs. Il réprouve les mœurs relâchées de la population : Même le cadi de la ville livre ses esclaves grecques à la prostitution.
L'occupation et l'intégration ottomane mettront définitivement fin aux troubles, mais la ville ne saura prendre un élan par la suite et restera jusqu'à la république « un peu plus qu'un village » selon les propres termes d'Atatürk. Néanmoins, à la fin du XIXe siècle, la ligne chemin de fer İzmir-Aydın est prolongée jusqu’à Denizli qui connaît ainsi un certain renouveau.
Il faudra donc attendre l'avènement de la République pour que Denizli se transforme : des usines de textiles publiques sont créées, relayées très rapidement par l'initiative privée. La ville s'industrialise très fortement pendant la seconde moitié du siècle dernier pour devenir aujourd'hui un des principaux centres industriels du pays (industries textiles, mécaniques, agroalimentaires). La ville n'est pas en effet coupée du monde agricole qui l'entoure, elle travaille plutôt en symbiose avec les régions rurales qui l'entourent (culture du coton).

Mosquée Delikliçınar sur la place Çınar de Denizli.

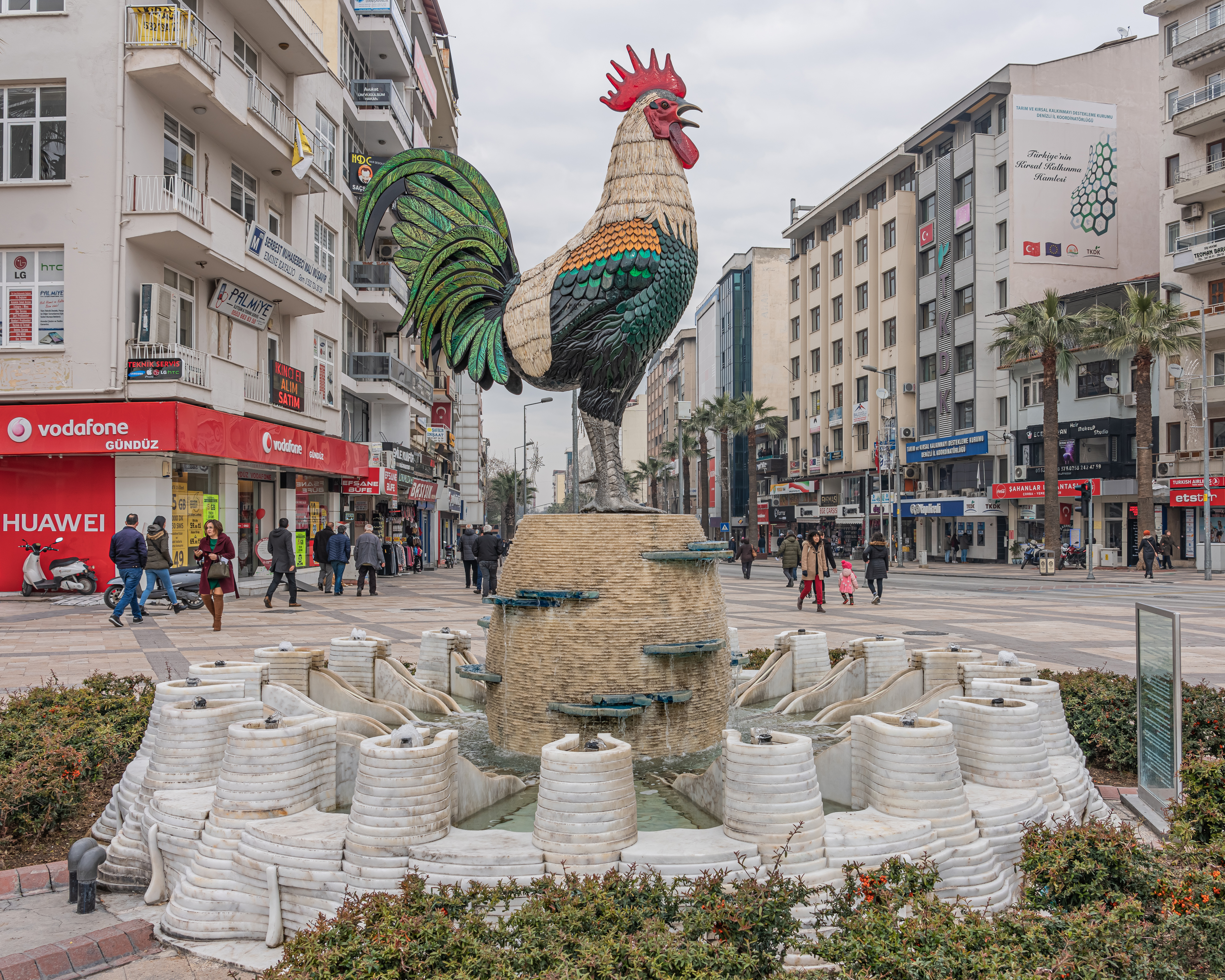
Statue en céramique du Coq de Denizli, symbole de la ville.

## Géographie

### Climat
Le climat méditerranéen est le climat dominant dans la région, qui se caractérise par des étés chauds et secs et des hivers doux et humides. La température moyenne de la ville au fil de l'année est 15,8 °C.
| Mois                              | jan. | fév. | mars | avril | mai  | juin | jui. | août | sep. | oct. | nov. | déc. | année |
| --------------------------------- | ---- | ---- | ---- | ----- | ---- | ---- | ---- | ---- | ---- | ---- | ---- | ---- | ----- |
| Température minimale moyenne (°C) | −2,3 | −2,8 | 5,2  | 9     | 13,2 | 17,3 | 20   | 19,7 | 15,7 | 11,3 | 7    | 4    | 10,6  |
| Température moyenne (°C)          | 5,9  | 7    | 10,1 | 14,6  | 19,8 | 24,6 | 27,5 | 27   | 22,4 | 16,8 | 11,4 | 7,6  | 16,2  |
| Température maximale moyenne (°C) | 10,5 | 12,1 | 15,8 | 20,7  | 26,3 | 31,2 | 34,4 | 34,4 | 29,9 | 23,7 | 17,3 | 12,2 | 22,3  |
| Précipitations (mm)               | 90,3 | 74,5 | 63,7 | 54,2  | 42,3 | 25,4 | 13,4 | 8,1  | 13,6 | 35   | 55,7 | 89,9 | 566,1 |

| Mois                                            | jan.  | fév.  | mars | avril | mai | juin | jui. | août | sep. | oct. | nov. | déc.  | année |
| ----------------------------------------------- | ----- | ----- | ---- | ----- | --- | ---- | ---- | ---- | ---- | ---- | ---- | ----- | ----- |
| Température minimale moyenne la plus basse (°C) | −10,5 | −11,4 | −7   | −2    | 2,7 | 7,9  | 12,6 | 11,6 | 6,6  | −0,8 | −4,5 | −10,4 | −11,4 |
| Température maximale moyenne la plus haute (°C) | 22,6  | 25,9  | 30,8 | 35,8  | 37  | 42,4 | 43,9 | 44,4 | 41,6 | 34,4 | 29,9 | 26,6  | 44,4  |

## Économie
L'économie de Denizli est basé sur l'industrie et le commerce. La ville est également très développée au niveau du secteur tertiaire. Depuis le début du XXIe siècle, le développement de l'industrie à fortement explosé. La ville exporte des fils de cuivre vers les États-Unis, c'est une des villes qui exporte le plus en Turquie. Chaque année, avec ses exportations qui atteignent les milliards de dollars, Denizli est une ville locomotive de l'industrie et de l'économie turque. L'industrie de Denizli est basé sur le textile, l'exploitation du marbre et la sidérurgie.

## Culture locale et patrimoine

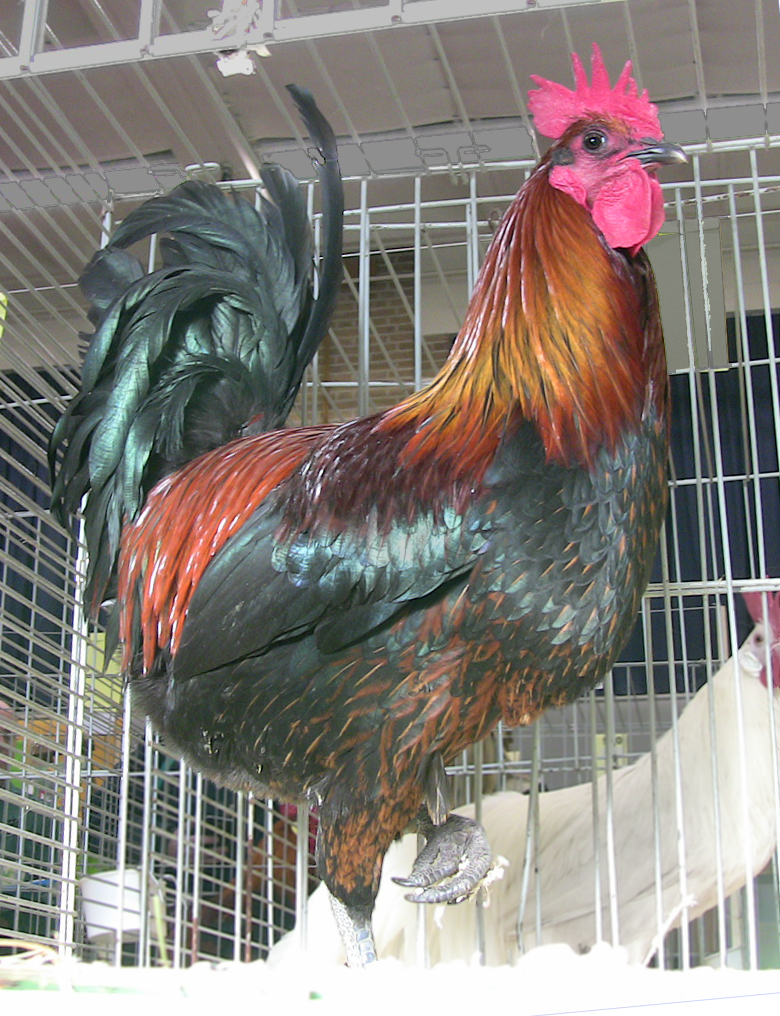
Coq de Denizli

Le symbole de la ville est un coq d'une race qui fait la fierté de la population locale. Cette race est surtout réputée pour la durée en temps de son chant. Le coq donne son nom à une fameuse türkü (chanson populaire) nommée Denizli horozları (Les coqs de Denizli). Ce symbole, peut ainsi résumer la synergie entre la ville de Denizli et son environnement.
Les principales activités culturelles et artistiques de Denizli se déroulent au Théâtre Public, à l'Université de Pamukkale, à la mairie de Denizli, à la Fondation des arts de Denizli et les autres associations culturelles et artistiques.

### Patrimoine gastronomique
- Kebab de Denizli
- Kebab Tandır
- Keşkek
- Soupe de çaput
- Sıyırma
- Yoğurtlu Patlıcan Gömmesi
- Sura
- Kaçamak
- Soupe de Gındıra
- Keşkek au poulet
- Dirit
- Dolma d'aubergine
- Biber Tatarı
- Top Tarhana

### Musées et galeries
- Musée d'Atatürk et d'ethnographie
- Musée folklorique de Bez Bebek
- Musée d'archéologie de Pamukkale

## Personnalités
- Nihat Zeybekci, ministre de l'économie turque
- Sezen Aksu, auteure-compositrice-interprète
- Inci Aral, femme de lettres
- Sıla Gençoğlu, chanteuse pop
- Settar Tanrıöğen, acteur
- Hasan Güngör, spécialiste de la lutte libre, médaillé aux Jeux Olympiques
- Bayram Şit, spécialiste de la lutte libre, médaillé aux Jeux Olympiques
- Hasan Ali Toptaş, romancier

## Jumelages

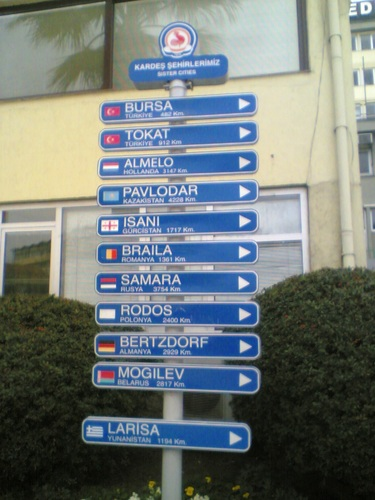
Villes jumelées avec Denizli

- Bursa (Turquie) depuis 1988 ;
- Tokat (Turquie) ;
- Almelo (Pays-Bas) ;
- Pavlodar (Kazakhstan) ;
- Brăila (Roumanie) ;
- Samara (Russie) ;
- Rhodes (Grèce) ;
- Betzdorf (Allemagne) ;
- Moguilev (Biélorussie) ;
- Larissa (Grèce).